# Хаммами, Хамма
Хамма Хаммами (араб. حمّة الهمّامي‎, фр. Hamma Hammami, род. 8 января 1952) — левый общественно-политический деятель Туниса, руководитель Коммунистической партии рабочих Туниса (ныне Партия рабочих Туниса). Муж известной правозащитницы Радхии Насрауи.

## Биография
Ещё будучи студентом изучающим арабскую литературу, Хамма Хаммами принял активное участие в студенческом движении. В 1972 году за это был арестован. В 1974 году был вновь арестован, подвергнут пыткам и приговорён к восьми годам заключения за членство в запрещённой организации Тунисский рабочий, однако отбыл из них шесть лет: Хамма Хаммами был признан Международной амнистией узником совести и в результате кампании протеста отправлен на лечение во Францию за счёт правительства Туниса.
12 января 2011 года вновь был арестован после того, как в интервью журналистам поддержал революционные события в Тунисе. Был освобождён переходным правительством через 3 дня в рамках амнистии политзаключённых.

## Работы
Хамма Хаммами — автор нескольких политических очерков на арабском языке, в том числе:
- Против обскурантизма, Тунис, 1985 г.
- Перестройка: против революции, Тунис, 1988 г.
- История рабочего движения в Тунисе, Тунис, 1988 г.
- Тунисское общество: социально-экономическое исследование, Тунис, 1989 г.
- О секуляризме, Тунис, 1990 г.
- Тунисские женщины: настоящее и будущее, Тунис, 1992 г.
- Путь достоинства, Париж, 2002 г.
- Кто кого судит? Тунис, 2013 г.
- Свобода или тирания? Тунис, 2013 г.
- Женщины и социализм сегодня Тунис, 2015 г.
- О свободах и равенствах, Тунис, 2019